# Ambrosius Gabler

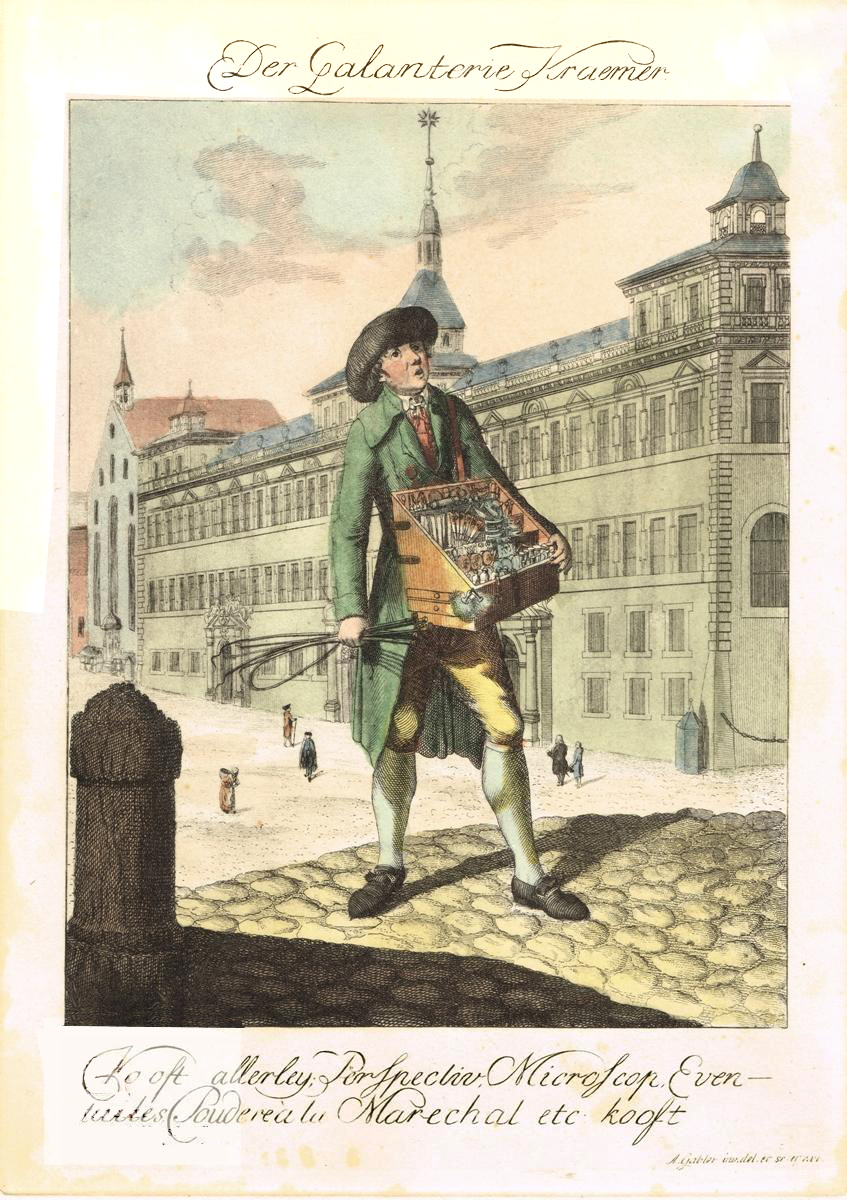
Der Galanterie-Kraemer

Ambrosius Gabler (* 13. Dezember 1762 in Nürnberg; † 20. März 1834 ebenda) war ein deutscher Zeichner, Maler und Kupferstecher.

## Leben
Geboren als Sohn des Lohgerbers Nicolaus Gabler, der sich auch mit der Kunst- und Miniaturmalerei beschäftigte, erhielt er ersten Zeichenunterricht bei seinem Vater und erlernte das Kupferstechen bei Georg Paul Nussbiegel.
Er schuf zahlreiche Porträts in Kupferstich und Schabkunst sowie Genreszenen und Blumenbilder. Einige Bildersammlungen sind in Buchform erschienen.
Zu seinen Schülern gehörten u. a. Johann Christoph Erhard, Friedrich Fleischmann, Christian Meichelt und Conrad Wießner.

## Veröffentlichungen
- Jeremias Henne oder Geschichte eines Combabus. Bayreuth 1794.
- Skizzen physischer und moralischer Gegenstände: für die Jugend in 24 Kupfertafeln vorgestellt. Trautner, Nürnberg, ca. 1796.
  - Nachdruck Skizzen physischer und moralischer Gegenstände. Werner Dausien Verlag, Hanau 1984, ISBN 3-7684-3428-1.
- Die Nürnberger Schimpfwörter, bildlich dargestellt. Neudruck aus den Original-Platten. Edelmann, Nürnberg 1906, 3. Auflage 1964.